# Gelequiídeos
Gelequiídeos (Gelechiidae) são uma família de insectos da ordem Lepidoptera. São geralmente mariposas com asas estreitas e franjadas, cujas larvas agem danificando as plantas e os cereais.
Algumas larvas agem ao formar galhas, outras enrolam folhas e outras ainda, dilaceram-nas. Como por exemplo, as larvas de espécie Sitrotoga cerealella alimentam-se de milho, algodão, cevada e outros cereais. E as da lagarta-rosada (Pectinophora gossypiella) são pragas das lavouras de algodão.